# 5 км (зупинний пункт, Донецька дирекція Донецької залізниці)
5 кіломе́тр — пасажирська зупинна залізнична платформа Донецької дирекції Донецької залізниці.
Розташована у смт Грузько-Ломівка, Гірницький район Макіївки, Донецької області на лінії Моспине — Макіївка між станціями Моспине (5 км) та Макіївка (16 км).
Пасажирське сполучення припинено у 2009 р., здійснюється лише вантажне перевезення.